# هيروكا

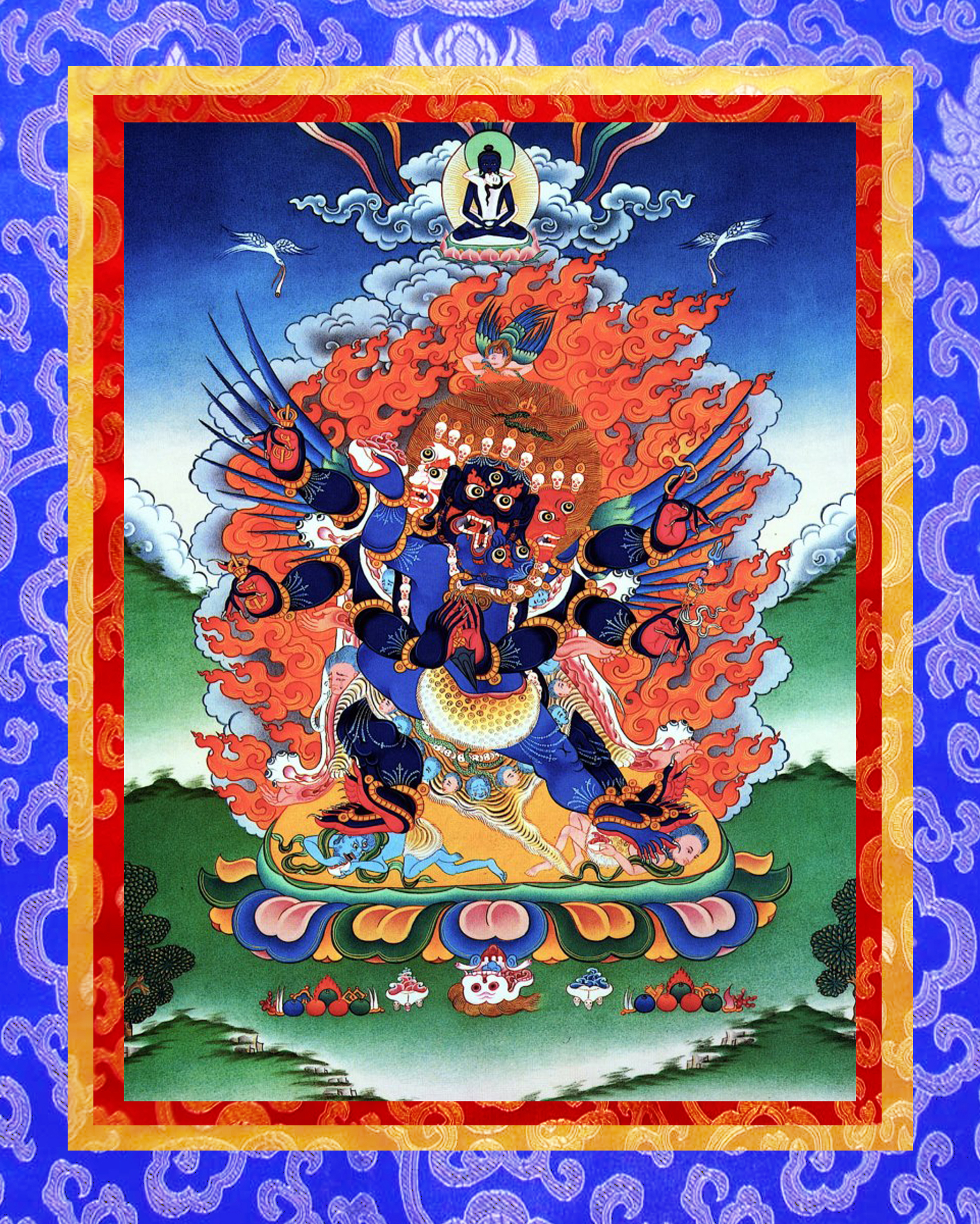
فاجراكيلايا (واحدة من الشخصيات الثمانية في ماهايوغا نيينغما) مع قرينتها.

هيروكا(بالإنجليزية: heruka)‏ هو اسم لفئة من الآلهة الغاضبة، الكائنات المستنيرة في بوذية فاجرايانا التي تتبنى وجهًا شرسًا لإفادة الكائنات الحية. في شرق آسيا، يُطلق على هؤلاء اسم ملوك الحكمة. تمثل هيروكا تجسيدًا للنعيم والفراغ غير القابل للتجزئة. تظهر على أنها الآلهة التأملية.

## الاشتقاق ومعنى المصطلح
تمثل هيروكا الصور الغاضبة مع الفراغ غير القابل للتجزئة والنعيم والسلام والحكمة والرحمة والحب. يمثل الهيروكاس وعيًا موحدًا، حيث يكون الفراغ انعكاسًا لـ «اللا ظواهر» أو الفراغ الذي هو «كل الحب»، أو إزالة الصور للوصول إلى الحب العام والرحمة وعقل الرحمة.
تمت ترجمة المصطلح السنسكريتي هيروكا إلى كل من اللغة الصينية واللغة التبتية على أنه «شارب الدم»، والذي يسميه العالم رونالد ديفيدسون «فضوليًا»، متكهنًا أن الترجمة غير الحرفية مشتقة من ارتباط المصطلح بأسباب حرق الجثث و«ساحات القار» (السنسكريتية: مطحنة (التي تمتص دماء الموتى).
 تتضمن المصطلحات السنسكريتية لشاربي الدم asrikpa، والتي تعكس كلمة سنسكريتية للدم (asrik) raktapa ،raktapayin أو rakshasa، مشتقة من مصطلح جذر بديل للدم (rakta).